# Acalypha sessilifolia
Acalypha sessilifolia é uma espécie de flor do gênero Acalypha, pertencente à família Euphorbiaceae.